# Draconarius jiemuxiensis
Espèce
Draconarius jiemuxiensis est une espèce d'araignées aranéomorphes de la famille des Agelenidae.

## Distribution
Cette espèce est endémique du Hunan en Chine,. Elle se rencontre dans le xian de Yuanling.

## Description
La femelle holotype mesure 7,45 mm.

## Systématique et taxinomie
Cette espèce a été décrite par Li, Zhou, Liu, Liu et Peng en 2025.

## Étymologie
Son nom d'espèce, composé de jiemuxi et du suffixe latin -ensis, « qui vit dans, qui habite », lui a été donné en référence au lieu de sa découverte, Jiemuxi.

## Publication originale
- Li, Zhou, Liu, Liu & Peng, 2025 : « Three new species of the genus Draconarius Ovtchinnikov, 1999 (Araneae: Agelenidae) from Hunan Province, China. » Zootaxa, no 5659(4), p. 581-588.